# Rafi Etan
Rafi Etan, Rafi Eitan, właśc. Refa’el Etan (hebr. ‏רפי איתן‎) (ur. 23 listopada 1926 w En Charod, zm. 23 marca 2019 w Tel Awiwie) – izraelski agent służb specjalnych, przedsiębiorca i polityk, lider ugrupowania emerytów Gil – Gimla’ej Jisrael La-Kneset, w latach 2006–2009 minister i poseł do Knesetu.
W 1960 był szefem akcji Mosadu, w wyniku której schwytany został nazistowski zbrodniarz Adolf Eichmann. Pełnił także stanowisko doradcy ds. terroryzmu premiera Menachema Begina, w latach 1985–1993 był prezesem firmy państwowej Israel Chemicals Ltd., która znacząco się rozwinęła pod jego kierownictwem. Po 1993 został biznesmenem, inwestującym m.in. na Kubie. W 2006 przyjął propozycję objęcia przywództwa i pierwszego miejsca na liście wyborczej Gil, któremu udało się zdobyć niespodziewanie dużą liczbę mandatów w wyborach parlamentarnych w 2006.

## Życiorys

### Młodość
Urodził się na terytorium Brytyjskiego Mandatu Palestyńskiego w kibucu En Charod Me’uchad. Jego rodzice byli syjonistycznymi imigrantami z Rosji i jednymi z założycieli kibucu. Jego ojciec, No’ach Hantman był rolnikiem, aktywnym członkiem ruchu Mapai, a także poetą. Jego matka Jehudit Wolowelski również była członkinią Mapai. Razem z czwórką dzieci, Rafim, Odedem, Riną i Jechiam mieszkali w Ramat ha-Szaron od 1928. Rafi Etan ukończył szkołę średnią Szkołę Rolniczą w Giwat HaSchloshah w 1940, a potem dostał się na prestiżową London School of Economics, na której ukończył ekonomię.
W wieku 12 lat przyłączył się do podziemnej organizacji żydowskiej, Hagany, a następnie do Palmachu, jej elitarnych jednostek. Wszystko to działo się do czasu ukończenia przez niego szkoły średniej w 1944. Pomagał m.in. imigrantom przybywającym z Europy opanowanej przez nazistów. Jego najbardziej spektakularną akcją było wysadzenie w powietrze brytyjskiego radaru na Górze Karmel, niedaleko Hajfy. Aby dotrzeć do tej instalacji, Etan musiał czołgać się w kanałach, czemu później zawdzięczał swój przydomek – „Cuchnący Rafi”, który odróżniał go od innego izraelskiego polityka, żołnierza, szefa sztabu, Refa’ela Etana. W tym okresie swojego życia Etan spotkał po raz pierwszy późniejszego premiera Izraela, Icchaka Rabina.

### Praca w wywiadzie
W czasie wojny wyzwoleńczej (1948–1949) służył w wywiadzie wojskowym, co zaowocowało później zatrudnieniem go w nowo utworzonym izraelskim wywiadzie – Mosadzie. Wkrótce jednak przeniósł się do służby bezpieczeństwa wewnętrznego Szin Bet, gdzie był szefem operacji. W 1960 dowodził akcją porwania z Argentyny ukrywającego się tam nazistowskiego zbrodniarza, Adolfa Eichmanna, który został przewieziony do Izraela, osądzony i stracony.
W 1963 został przeniesiony do Mosadu, gdzie zajmował się m.in. sprawą biorących udział w egipskim programie zbrojeń rakietowych naukowców niemieckich. On sam utrzymywał, że w tym czasie nawiązał pierwsze kontakty z ówczesnym prezydentem Egiptu – Gamalem Abdelem Naserem, a w latach 70. XX w. stał na czele tzw. batalionu zemsty (lub szwadronu śmierci), który tropił i likwidował członków palestyńskiej organizacji terrorystycznej Czarny Wrzesień, odpowiedzialnej za masakrę sportowców izraelskich podczas Igrzysk Olimpijskich w Monachium w 1972.
W latach 1964–1966 zajmował się sprawą sprzedaży broni Egiptowi przez Niemcy. Zaangażowany był również w operację zniszczenia irackiego reaktora atomowego w Osirak w czerwcu 1981 – wydarzeniu krytykowanym wówczas przez wiele krajów.

### Późniejsze lata
Pracował w wywiadzie do 1972, potem zajął się interesami prywatnymi, m.in. hodowlą ryb tropikalnych. Jednak w 1978 premier Menachem Begin zatrudnił go jako doradcę ds. terroryzmu. W 1981 został szefem Biura Łącznikowego ds. Naukowych (Lakam) Ministerstwa Obrony, tajnej agencji wywiadu technicznego niezależnej od Amanu i innych agencji wywiadu izraelskiego.
W 1984 kontakt z Lakam nawiązał pracownik Centrum Gotowości Antyterrorystycznej Służby Śledczej Marynarki Wojennej Stanów Zjednoczonych Jonathan Pollard, który zaproponował Izraelowi sprzedaż tajemnic wojskowych. W 1984 Etan podejmował wystawnie Pollarda i jego narzeczoną Anne Henderson w Paryżu. W styczniu następnego roku obaj spotkali się z nim w Izraelu. Niewykluczone, że zainteresowanie Etana Pollardem wynikało z chęci udowodnienia wyższości Lakamu nad Mossadem. Skandal wywołany ujawnieniem przez Departament Stanu powiązań aresztowanego 21 listopada 1985 Polarda z Etanem doprowadził do likwidacji Lakamu w roku następnym. Etan otrzymał stanowisko prezesa państwowej firmy chemicznej. Mimo porażki w sprawie Pollarda, uważany jest powszechnie w Izraelu za bohatera wywiadu, co przyznają nawet jego liczni krytycy.
W starszym wieku zajął się także sztuką, był twórcą ponad 100 rzeźb.

### Interesy na Kubie
W 1992 został nakłoniony przez brazylijskiego biznesmena, Irvinga Semmela do startowania w przetargu o kontrakt na Kubie, obejmujący m.in. działalność rekultywacji gleb. Wraz z czterema wspólnikami założył na Kubie firmę GBM (Grupo BM) i reprezentował firmę w Izraelu pod nazwą „Reesimex”. GBM wybudowało m.in. centrum handlowe w Hawanie i pomnik holocaustu. GBM zostało również oznaczone medalem za pracę rolniczą przez kubański rząd. W późniejszym czasie GBM rozszerzyło swoją działalność na resztę Ameryki Łacińskiej.

### Gil
Został poproszony, aby reprezentował Gil, partię emerytów, w wyborach do parlamentu z 28 marca 2006. Partia ta zdobyła dużą liczbę miejsc w Knesecie – 7 (objęli je obok Etana: Ja’akow Ben Jezri, Jicchak Galanti, Jicchak Ziw, Mosze Szaroni, Sara Marom, Elhanan Glazer), pomimo przewidywania, iż w najlepszym przypadku osiągnie ona 2–3 miejsca lub w ogóle nie przekroczy progu wyborczego. Gil wszedł po wyborach w skład rządu Ehuda Olmerta, Etan został ministrem bez teki ds. emerytów, do gabinetu wszedł także inny członek partii, Ja’akow Ben Jezri.
We wrześniu 2008 oświadczył, że akcję przeprowadzoną przez izraelskie tajne służby, w wyniku której uprowadzono Adolfa Eichmanna, można zastosować także względem prezydenta Iranu Mahmuda Ahmadineżada, który wielokrotnie groził wymazaniem Izraela z mapy świata.
W wyniku wyborów w 2009 nie dostał się do Knesetu, a jego partia nie przekroczyła progu wyborczego.

### Śmierć
Zmarł 23 marca 2019 w Tel Awiwie w wieku 92 lat